# Gyula Gazdag
Gyula Gazdag és una periodista, guionista i director de cinema hongarès, nascut el 19 de juliol de 1947 a Budapest. També va treballar com a director en un teatre de recerca a Kaposvar.

## Biografia
Gyula Gazdag es va graduar a l'Escola Superior de Drama i Cinematografia. (Színház- és Filmművészeti Főiskola) a Budapest el 1969. Als vint-i-quatre anys, va ser un dels directors de llargmetratges hongaresos més joves amb A sípoló macskakő el 1971. Aquesta pel·lícula va ser, a més a més, un dels millors èxits europeus després del 68. Elveszett illúziók (1982) transposa part de la novel·la d'Balzac al Budapest dels anys seixanta. Descriu fins a l'absurd l'aplicació, a través d'un cas concret, d'una llei que proclama que tot fill, nascut a Hongria, ha de tenir un pare als seus papers, Hol volt, hol nem volt (1987) li va portar un èxit de públic important i el premi a la millor pel·lícula al XX Festival Internacional de Cinema Fantàstic de Sitges.
Gyula Gazdag també és un excel·lent documentalista, autor, entre altres coses, d'un document notable sobre la visita d'antics deportats a Auschwitz, Társasutazás (1984) i, el 1997, d'una docu-revista que filmava la trobada a Nova York de dos poetes famosos: el nord-americà Allen Ginsberg i l'hongarès István Eörsi a Ginsberg-Egy költö a Lower East-Side.

## Filmografia parcial
- 1971 : A sípoló macskakő
- 1974 : Bástyasétány hetvennégy (1984)
- 1978 : A kétfenekű dob
- 1982 : Elveszett illúziók
- 1985 : Társasutazás (documental)
- 1987 : Hol volt, hol nem volt
- 1989 : Túsztörténet
- 1991 : Chroniques hongroises (documental)
- 1997 : Ginsberg-Egy költö a Lower East-Side (documental)